# On Continued Gravitational Contraction

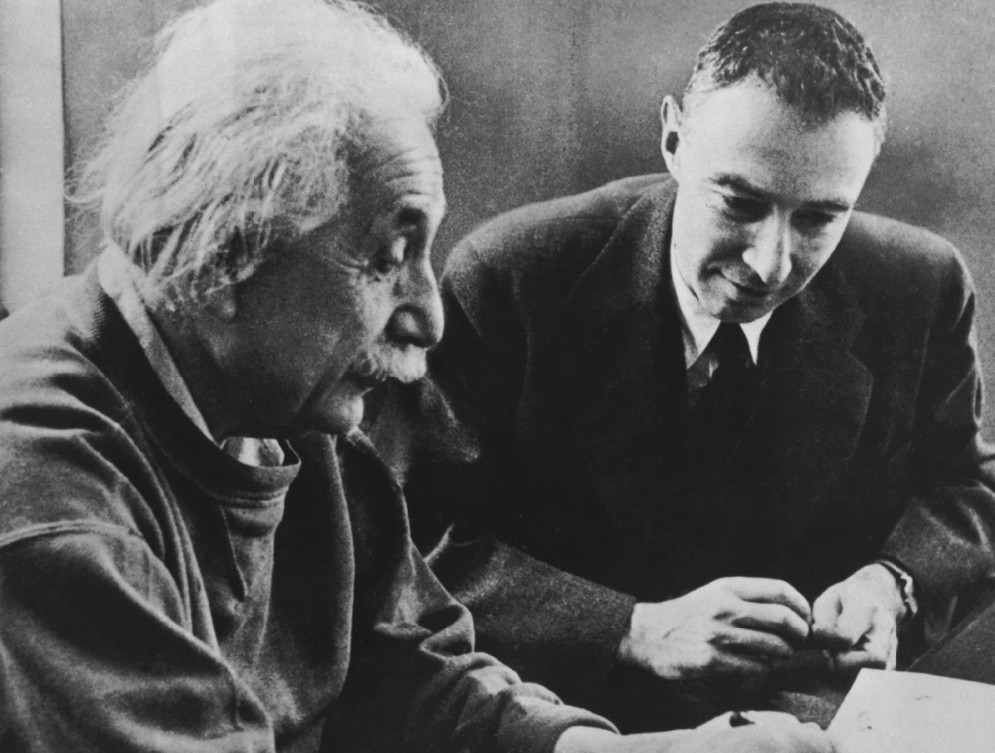
Les physiciens Albert Einstein et Robert Oppenheimer, à l’Institute for Advanced Study.

Rédigé par les physiciens Robert Oppenheimer et Hartland Snyder, On Continued Gravitational Contraction est le titre d'un article publié le 1er septembre 1939 dans le journal Physical Review. Il est célèbre en astrophysique car il prédit l'existence physique de trous noirs dans l'Univers. Depuis 1916, les physiciens jugeaient qu'il ne s'agissait que d'une spéculation mathématique à la suite de la publication d'un article de Karl Schwarzschild. C'est seulement dans les années 1960 que les astrophysiciens donnent du crédit à l'hypothèse d'Oppenheimer et Snyder, et donc que commence la recherche des trous noirs dans l'Univers.

## Contexte
Les scientifiques John Michell en 1794 et Pierre-Simon de Laplace en 1796, s'appuyant sur la notion de vitesse de libération, mentionnent des corps célestes si massifs que même la lumière, pourtant dotée d'une vitesse extrêmement élevée, ne pourrait échapper à leur attraction gravitationnelle. Entre 1913 et 1916, le physicien Albert Einstein, à la recherche d'une théorie plus générale de la gravitation, publie conjointement avec le mathématicien Marcel Grossmann sa théorie de la relativité générale. En 1916 paraît un article de Karl Schwarzschild qui présente une solution de l'équation d'Einstein. Schwarzschild mentionne une singularité gravitationnelle, mais il ne s'agit à cette époque que d'une spéculation mathématique,. Sa solution correspond « à l'extérieur d'une étoile statique, une étoile qui n'implose pas, n'explose pas et n'oscille pas ». Cependant, en 1926, George Birkhoff démontre que la solution de Schwarzschild s'applique à n'importe quelle étoile sphérique, peu importe qu'elle implose, explose ou oscille. En 1939, Albert Einstein écrit : « Le principal résultat de [mes recherches en relativité générale‌] est une compréhension claire de la raison pour laquelle les "singularités de Schwarzschild" n'existent pas dans la réalité physique. »

« Si J. Robert Oppenheimer n'avait pas mené l'effort américain pour fabriquer la bombe atomique, il serait aujourd'hui connu pour avoir décrit la façon dont un trou noir se forme,. »

— American Physical Society
À la fin des années 1930, le physicien Robert Oppenheimer s'intéresse à l'astrophysique. En février 1939, avec le doctorant en physique George Volkoff, il publie On Massive Neutrons Cores qui porte sur les noyaux stellaires neutroniques. À la suite de leurs travaux, Oppenheimer est « fermement convaincu que les étoiles massives [doivent] imploser après leur mort ». Il sait que les calculs seront difficiles parce que les propriétés de l'étoile changent rapidement dans ce cas-là. Par exemple, la courbure de l'espace-temps change très rapidement lorsqu'une étoile implose. Il fait donc appel à Hartland Snyder, un doctorant en physique très doué pour les calculs complexes. 

## Description
Avant d'embarquer dans les calculs, Oppenheimer insiste pour faire une « étude rapide et sommaire du problème ». Snyder et Oppenheimer s'aperçoivent qu'une étoile implose indéfiniment lorsqu'elle a épuisé son carburant nucléaire. S'appuyant sur le théorème de Birkhoff, ils concluent qu'un observateur extérieur à cette étoile verrait une série d'étoiles statiques de plus en plus compactes.
Toujours pour un observateur extérieur à l'étoile, ils déduisent que la circonférence d'une étoile qui implose tend vers une limite, il s'agit de la circonférence critique calculée par Schwarzschild. Ne pouvant atteindre cette limite, l'étoile ne crée pas de courbure infinie. De plus, la lumière qui quitte la surface de l'étoile est de plus en plus décalée vers le rouge car la gravitation augmente. Ce décalage tend vers l'infini quand l'étoile s'approche de la circonférence critique ; l'étoile devient invisible au reste de l'Univers.
Comme la Terre, les étoiles tournent sur elles-mêmes, faiblement. Elles présentent donc un renflement à l'équateur.  Si une étoile implose, sa vitesse de rotation augmente (comme un patineur artistique qui resserre ses bras en pivotant). Le bourrelet équatorial augmente donc et l'étoile se déforme. Dans toute étoile, la densité et la pression sont plus élevées au centre et diminuent en s'approchant de la surface. Quand une étoile implose, il peut se former des masses plus denses, comme des raisins dans une pâtisserie. Les masses gazeuses peuvent être le siège d'ondes de choc, qui peuvent expulser de la matière. Finalement, les rayonnements, qu'ils soient électromagnétique, gravitationnel ou neutrinique, peuvent emporter de la masse (selon la formule E=mc2).
Les deux scientifiques souhaitent tenir compte de tous ces paramètres, mais de tels calculs dépassent largement les capacités de calculs de cette époque, tant chez les scientifiques que chez les calculateurs électroniques. Oppenheimer imagine donc un modèle simplifié de l'étoile pour réduire la complexité des calculs. Cette idéalisation est « le point fort d'Oppenheimer ». Il ne retient que la gravitation comme phénomène essentiel. Son modèle stellaire est donc sans rotation, sphérique, sans pression interne, de densité uniforme et sans « raisins » ; pendant son implosion, aucune onde de choc et aucun rayonnement ne se manifeste. Oppenheimer, en s'appuyant sur les calculs que lui et George Volkoff ont complété pour l'article On Massive Neutrons Cores, néglige l'influence de la pression thermique, de la pression de dégénérescence et de la pression due à la force nucléaire. Même en utilisant ce modèle idéalisé, Snyder fait face à un défi mathématique énorme. Utilisant les lois de la relativité générale et profitant des conseils du scientifique Richard Tolman, il trouve les formules de l'implosion d'une étoile. 
C'est le 1er septembre 1939 que paraît On Continued Gravitational Contraction (« De la contraction gravitationnelle continue »). Il attire peu l'attention de la communauté scientifique parce qu'il est publié le jour de l'invasion de la Pologne par les forces armées de l'Allemagne nazie.
Le résumé de l'article d'Oppenheimer et Snyder se lit ainsi :

« Quand toutes ses sources d'énergie thermonucléaires sont épuisées, une étoile suffisamment lourde s'effondrera. S'il n'y a aucune fission issue de la rotation, s'il n'y aucune radiation de la masse et si aucune masse n'est expulsée par effet de radiation, réduisant la masse de l'étoile à celle du Soleil, alors cette contraction se poursuivra indéfiniment. Dans cet article, nous étudions les solutions des équations du champ gravitationnel qui décrivent le processus. Dans I, nous présentons des arguments généraux et qualitatifs sur le comportement du tenseur métrique pendant que la contraction progresse : le rayon de l'étoile s'approche de façon asymptotique de son rayon gravitationnel, la lumière de l'astre se décale progressivement vers le rouge et ne peut plus s'échapper que selon un nombre de plus en plus restreint d'angles. Dans II, nous obtenons une solution analytique des équations de champ qui confirment ces arguments généraux quand la pression interne de l'étoile est négligée. Pour un observateur se déplaçant en même temps que la matière stellaire, le temps total d'observation de l'effondrement est fini ; dans ce cas de figure idéalisé et pour des masses stellaires courantes, il est de l'ordre d'un jour. Un observateur éloigné voit l'étoile se réduire de façon asymptotique à son rayon gravitationnel,,,. »

Selon Freeman Dyson, l'article est rédigé dans le style habituel d'Oppenheimer, « sans sensationnalisme ». 

## Suites
Les physiciens seront cependant sceptiques des résultats publiés par Oppenheimer et Snyder pendant les 30 années subséquentes parce que leur modèle stellaire est trop idéalisé. Par exemple, quelques années après la publication de l'article, Albert Einstein conteste les résultats d'Oppenheimer et Snyder. En 1958, John Wheeler rejette aussi ces conclusions. Cependant, ayant participé aux recherches sur la mise au point de la bombe à hydrogène américaine, il demande aux chercheurs du Laboratoire Lawrence Livermore de procéder à des simulations informatiques dans le but de confirmer ou d'invalider le modèle des chercheurs. Quelques années plus tard, Wheeler, lors d'un congrès physique, annonce que la « simulation informatique démontre que l'effondrement d'une étoile dont le carburant est épuisé ressemble remarquablement au modèle hautement idéalisé d'Oppenheimer et Snyder,. »
Selon l'historien des sciences Jeremy Bernstein, c'est l'« un des plus importants articles de la physique du XXe siècle ». L'astronome Werner Israel jugera en 1987 que l'article est « le plus audacieux et le plus singulièrement prophétique » de l'astrophysique. Selon le physicien et mathématicien Freeman Dyson, la thèse est « la seule et unique contribution scientifique révolutionnaire d'Oppenheimer » et, malgré l'importance des trous noirs dans l'évolution de l'Univers, le chercheur ne se penchera plus jamais sur le sujet. Il en sera de même pour Hartland Snyder. Selon le physicien Luis Walter Alvarez en 1987, si Oppenheimer avait été vivant pendant les années 1970, il aurait reçu un prix Nobel de physique pour ces travaux théoriques, puisque l'existence des pulsars ne faisait plus de doute et la recherche pour les trous noirs était bien engagée.

### Citations originales
1. ↑  (en) « Had J. Robert Oppenheimer not led the US effort to build the atomic bomb, he might still have been remembered for figuring out how a black hole could form »
2. ↑  (en) « When all thermonuclear sources of energy are exhausted a sufficiently heavy star will collapse. Unless fission due to rotation, the radiation of mass, or the blowing off of mass by radiation, reduce the star's mass to the order of that of the sun, this contraction will continue indefinitely. In the present paper we study the solutions of the gravitational field equations which describe this process. In I, general and qualitative arguments are given on the behavior of the metrical tensor as the contraction progresses: the radius of the star approaches asymptotically its gravitational radius; light from the surface of the star is progressively reddened, and can escape over a progressively narrower range of angles. In II, an analytic solution of the field equations confirming these general arguments is obtained for the case that the pressure within the star can be neglected. The total time of collapse for an observer comoving with the stellar matter is finite, and for this idealized case and typical stellar masses, of the order of a day; an external observer sees the star asymptotically shrinking to its gravitational radius. »
3. ↑  (en) « unsensational »
4. ↑  (en) « Computer simulation shows that the collapse of a burn-star is remarkably simlar to the highly idealized one computed by Oppenheimer and Snyder. »
5. ↑  (en) « one of the great papers in twentieth-century physics »
6. ↑  (en) « Oppenheimer's one and only revolutionary contribution to science »